# 기타마키촌 (나가노현)
기타마키촌(일본어: 北牧村)은 일본 나가노현 미나미사쿠군에 있던 촌이다. 현재의 고우미정, 사쿠호정에 해당한다.

## 역사
- 1889년 4월 1일 -정촌제 시행에 의해 3촌의 구역을 확장해 성립하였다.
- 1956년 9월 30일 - 고우미촌과 합병해 고우미정이 성립하여, 동일 기타마키촌은 폐지되었다.
- 1958년 3월 25일 - 고우미정의 일부를 야치호촌에 편입되었다.

## 교통

### 도로
- 국도 제153호선

## 참고문헌
- 角川日本地名大辞典 20 長野県